# یوهان هاینریش فن تونن
یوهان هاینریش فن تونن (انگلیسی: Johann Heinrich von Thünen؛ ۲۴ ژوئن ۱۷۸۳ – ۲۲ سپتامبر ۱۸۵۰) یک اقتصاددان اهل آلمان بود.